# Hábel Xavér Ferenc
Hábel Xavér Ferenc (Trencsén, 1760. október 12. – Nyitra, 1846. október 13.) választott dulmi püspök, apát és nyitrai nagyprépost.

## Élete
A gimnáziumot és a bölcseletet Nyitrán végezte, majd Budán tanult teológiát. 1783. október 28-án szentelték pappá. Ezután tanulmányi felügyelőként dolgozott a szemináriumban, 1784-ben dubnicai káplán, 1785-ben alsószucsai, 1794-ben teplai plébános lett és egyúttal kerületi esperessé is megválasztották. 1804-től dubnicai plébános volt, 1806-ban tiszteletbeli, 1811-tól nyitrai kanonok. 1811 és 1823 között igazgatta a papneveldét. 1815-től zebegényi apát, 1816-tól a püspöki líceum igazgatóhelyettes volt. 1832-ben nagyprépost lett, majd 1833-ban püspöki helynök, 1834-ben dulmi választott püspök. 1837. május 3-án káptalani helynökké nevezték ki. 
Fuchs Ferenc püspök meghagyásából több hit- és erkölcstani munkát fordított szlovák nyelvre, melyek közül neve alatt megjelentek:
- Učeni mudrosti krestanskég... Nagyszombat. 1802-3. Öt kötet. (Keresztény bölcsességre való oktatások).
- Semeno dobré na dobru zem... Nagyszombat, 1804. (Vetni való jó mag jó földbe. Imakönyv Jais Egyed után németből fordítva).
- Kniha o nasledůwání pana Krista... Nagyszombat, 1806. (Krisztus urunk követésére szolgáló könyv.)

Egy szlovák katekizmust is adott ki. 